# Echi perduti
Echi perduti (Lost Echoes) è un romanzo del 2006 dello scrittore statunitense Joe R. Lansdale. Pubblicato in anteprima mondiale in Italia, è un thriller che tocca argomenti legati al paranormale.

## Trama
All'età di sei anni il protagonista del romanzo, Harry, dopo essere guarito da una dolorosa malattia all'orecchio, scopre di aver acquistato un potere terrificante: dal rumore prodotto da oggetti comuni riesce a rivivere, come se fosse presente, gli eventi che nel passato avevano generato gli stessi suoni. Ad esempio, dallo scricchiolio di un parabrezza infranto rivive tragicamente e con assoluta empatia gli attimi precedenti e immediatamente successivi all'incidente automobilistico. La maggior parte degli eventi rivissuti dal protagonista si riferiscono e vicende violente e scioccanti.
Durante un pomeriggio di gioco nella periferia americana, introdottosi con l'amico Joey e l'amica Kayla in un honky-tonk bar abbandonato, urtando un vecchio juke-box, rievoca lo stupro e il brutale omicidio di una donna ad opera di un misterioso killer.
Cresciuto, si rifugia nella quotidianità e nell'alcool per evitare di scatenare quelle visioni che lo lasciano fisicamente e psicologicamente provato. Perde di vista Kayla, di cui si era innamorato, ma continua a frequentare il vecchio amico Joey, pigro e indolente. Di bar in bar, di sbronza in sbronza, una sera s'imbatte in un uomo sulla cinquantina, che resiste ad un tentativo di rapina da parte di alcuni giovinastri mettendoli KO grazie alla sua conoscenza delle arti marziali. L'uomo, di nome Tad, è una persona agiata ma segnata da un evento luttuoso: con l'alcool tenta di dimenticare la tragica morte della moglie e della figlia. Insieme Ted e Harry cercheranno di smettere di bere e di riorganizzare la propria vita lasciandosi alle spalle le drammatiche vicende. 
Harry inizia a frequentare Talia McGuire, la bellissima e perversa figlia di un ricco industriale conosciuta all'università frequentata da entrambi. Appartatosi con Talia durante una festa in una dépendance della villa di lei, ha la visione di un omicidio che vi sarebbe stato commesso in passato, e accusa il padrone di casa di averlo commesso, pur non avendo visto il volto dell'assassino. Immediatamente viene messo alla porta, e il padre di Talia si presenta poi a casa di Harry con un suo scagnozzo per intimidirlo.
Quando è vicinissimo a riprendere la vecchia vita fatta di sbronze e degrado, Harry viene contattato da Kayla, tornata in città in qualità di agente di polizia, che ha votato la propria vita al riscatto del padre, anch'egli poliziotto, morto in equivoche circostanze: trovato con biancheria intima femminile addosso, il suo caso era stato frettolosamente classificato come suicidio. 
Kayla vorrebbe sfruttare le capacità di Harry per risolvere il mistero legato alla morte di suo padre. Dopo una certa titubanza, il ragazzo accetta. Nella sua visione riconosce lo stesso assassino di casa McGuire, assieme a un altro uomo; i due, oltre che sul padre di Kayla, si accaniscono su un ometto dai capelli rossi (la vittima di casa McGuire), che Kayla riconosce per un suo conoscente di nome Vincent. Da una foto a casa della sua amica, Harry riconosce l'assassino per il capo della polizia della città.
Tornato al proprio appartamento, Harry, trova il cadavere di Joey appeso al soffitto e ne rivive i momenti della morte: ad eliminarlo sono stati il capo della polizia e il suo complice, che probabilmente erano venuti per Harry ma si erano imbattuti invece nel suo amico, col quale aveva un appuntamento. Il cadavere viene conservato nel congelatore di Tad e due giorni dopo viene fatto ritrovare a casa del capo della polizia, con al collo il cartello "Sappiamo tutto".
Harry riceve poi da Kayla una telefonata che l'invita a casa sua, ma vi trova anche il capo della polizia e il suo complice, il sergente Pale, che l'aveva interrogato dopo che aveva accusato McGuire. Kayla è stata torturata perché tendesse una trappola al suo amico.
Il piano dei due assassini è di spingere in un burrone fuori città l'auto di Harry con a bordo i due ragazzi e il cadavere, ma nel bagagliaio si è nascosto Tad che aveva fiutato l'inganno. Questi riesce a ferire gravemente Pale, che viene poi finito dal suo capo. Harry, che è rimasto incolume dopo il volo nel burrone (mentre Kayla ha avuto una frattura esposta a una costola), riesce a scaraventare nel baratro il capo della polizia, che sopravvive ed è chiamato a rispondere dei suoi crimini. Il giovane, che ha perso temporaneamente l'udito da un orecchio per un colpo di pistola che l'ha sfiorato, perde anche il suo potere e può riprendere la sua vita, confortato dall'amore di Kayla e dall'amicizia di Tad.

## Ambientazione
Il romanzo è ambientato nel Texas orientale, nella provincia americana tanto nota a Lansdale, palcoscenico di molti altri suoi romanzi, come In fondo alla palude, Freddo nell'anima, Il drive-in, fino al più recente Acqua buia, solo per citarne alcuni. I luoghi descritti dall'autore sono
popolati dalla middle class americana, ben diversi dal classico immaginario collettivo: «Il mio Texas non è quello che la gente si immagina, quello dei petrolieri. È un Texas magico, fatto di boschi, di fiumi, torrenti. Ricco di ombre. È questo l'ambiente dove sono cresciuto e dove vivo. È forse è per questo che io sono più ispirato dalle ombre che dalla luce.»
I protagonisti si presentano inizialmente come personaggi negativi, ma aspettano solo l'occasione giusta per il riscatto. L'atmosfera che permea il romanzo risente delle influenze letterarie dell'autore che dichiara essere stato ispirato, nello stile principalmente dalle opere di Mark Twain e quindi da Flannery O'Connor, Ray Bradbury, Robert Bloch, Ernest Hemingway e John Steinbeck.

## Edizioni
- Joe R. Lansdale, Echi perduti, Roma, Fanucci, 2006, ISBN 88-347-1160-2.
- (EN) Joe R. Lansdale, Lost Echoes, New York, Vintage Books, 2007, ISBN 978-0-307-27544-8.